# Abús econòmic
Abús econòmic és una forma d'abús quan una de les dues parts implicades en una parella té control sobre l'altra en l'accés als recursos econòmics, cosa que disminueix la capacitat de la víctima de mantenir-se a si mateixa i l'obliga a dependre financerament del perpetrador. Està relacionat, o és també conegut com a abús financer, com l'ús il·legal o no autoritzat de propietats, diners o altres valors d'una persona (incloent-hi el canvi en la voluntat d'una persona per nomenar l'abusador com a hereu), freqüentment obtingut de manera fraudulenta poder notarial, seguit per privació de diners o altres propietats o pel desallotjament de casa.